# Alexander Saitschikow
Alexander Sergejewitsch Saitschikow (russisch Александр Сергеевич Зайчиков; * 17. August 1992 in Saslonowo, Region Witebsk, Belarus) ist ein Gewichtheber aus Kasachstan. Er wurde 2015 Weltmeister im Zweikampf im Schwergewicht.

## Werdegang
Alexander Saitschikow begann als Jugendlicher in Kasachstan mit dem Gewichtheben. Er ist Student und begann seine internationale Gewichtheber-Laufbahn bei der Junioren-Weltmeisterschaft (U 18) 2009 in Chiang Mai (Thailand). Er kam dabei im Leichtschwergewicht mit 316 kg (140–176) auf den 2. Platz. Im Juni 2011 war er bei der Junioren-Weltmeisterschaft (U 20) in Penang im Mittelschwergewicht am Start. Er erzielte dort im Zweikampf 371 kg (165–206) und gewann damit eine Bronzemedaille. Bei der Universiade 2011 in Shenzhen erzielte er im Mittelschwergewicht im Zweikampf 360 kg (162–198). Diese Leistung reichte zum 7. Platz.
Etwas überraschend wurde Alexander Saitschikow vom kasachischen Gewichtheber-Verband bei den Olympischen Spielen 2012 in London im Schwergewicht eingesetzt, obwohl er für diese Gewichtsklasse mit einem Körpergewicht von knapp über 94 kg viel zu leicht war. Er erzielte in London im Zweikampf 360 kg (155–205) und erreichte damit den 12. Platz.
Im Juni 2013 wurde er in Astana mit 385 kg (175–210) Asienmeister im Mittelschwergewicht vor dem Chinesen Zhang Shengguo, der auf 374 kg (168–206) kam. Im Juli 2013 war Alexander Saitschikow auch bei der Universiade in Kasan am Start. Er erzielte dort im Mittelschwergewicht im Zweikampf 375 kg (168–207). Mit dieser Leistung belegte er hinter dem Russen Alexander Iwanow, der auf 395 kg (181–214) den 2. Platz. Bei der nachträglichen Überprüfung seiner Dopingprobe stellte sich aber heraus, dass er mit Stanozolol gedopt war. Er wurde daraufhin vom Internationalen Gewichtheber-Verband (IWF) vom 24. Juni 2013 bis 24. Juni 2015 wegen Dopings gesperrt. Sein Ergebnis bei der Universiade in Kasan wurde gestrichen. 
Nach Ablauf seiner Dopingsperre startete er im November 2015 bei der Weltmeisterschaft in Houston. Er erzielte dort im Schwergewicht im Zweikampf 421 kg (191–230) und wurde mit dieser Leistung Weltmeister im Zweikampf. Mit seinen Einzelleistungen gewann er sowohl im Reißen als auch im Stoßen eine WM-Silbermedaille.

## Internationale Erfolge
| Jahr | Platz | Wettbewerb                       | Gewichtsklasse | Ergebnisse |
| 2009 | 2.    | Junioren-WM (U 18) in Chiang Mai | Leichtschwer   | mit 316 kg (140–176), hinter Ibragim Bersanow, Kasachstan, 328 kg (150–178)                                                      |
| 2011 | 3.    | Junioren-WM (U 20) in Penang     | Mittelschwer   | mit 371 kg (165–206), hinter Saeid Mohammadpourkarkaragh, Iran, 385 kg (175–210) und Ewgeni Kolomiez, Russland, 375 kg (170–205) |
| 2011 | 7.    | Universiade in Shenzhen          | Mittelschwer   | mit 360 kg (162–198); Sieger: Andrei Demanow, Russland, 390 kg (137–213)                                                         |
| 2012 | 12.   | OS in London                     | Schwer         | mit 360 kg (155–205); Sieger: Oleksiy Torokhtiy, Ukraine, 412 kg (185–227)                                                       |
| 2013 | 1.    | Asienmeisterschaft in Astana     | Mittelschwer   | mit 385 kg (175–210), vor Zhang Shengguo, China, 374 kg (168–206)                                                                |
| 2013 | disq. | Universiade in Kasan             | Mittelschwer   | wegen Dopings mit Stanozolol vom Intern. Gewichtheber-Verband IWF vom 24. Juni 2013 bis 24. Juni 2015 gesperrt                   |
| 2015 | 1.    | WM in Houston                    | Schwer         | mit 421 kg (191–230), vor Dawid Bedschanjan, Russland, 411 kg (180–231) und Artur Plesnieks, Lettland, 405 kg (179–226)          |

## WM-Einzelmedaillen
- Silbermedaillen: 2015/Reißen, 2015/Stoßen

Erläuterungen
- alle Wettkämpfe im Zweikampf, bestehend aus Reißen und Stoßen
- OS = Olympische Spiele, WM = Weltmeisterschaft
- Leichtschwergewicht, Gewichtsklasse bis 85 kg, Mittelschwergewicht, bis 94 kg und Schwergewicht, bis 105 kg Körpergewicht